# Beinn Dearg (Ullapool)
Der Beinn Dearg (auch als Ben Dearg bezeichnet) ist ein als Munro und Marilyn eingestufter, 1.084 m (3.556 ft) hoher Berg in den schottischen Highlands. Sein gälischer Name kann in etwa mit Roter Berg übersetzt werden. Er liegt in einer kleinen Berggruppe in den Northwest Highlands, gut 55 Kilometer nordwestlich von Inverness und etwa 18 Kilometer südöstlich von Ullapool.
In den nördlichen Highlands ist der Beinn Dearg der höchste Gipfel. Die kleine, weit abseits bestehender Ansiedlungen in einer rauen Berglandschaft liegende Berggruppe östlich von Ullapool wird nach ihrem höchsten Gipfel auch als „The Deargs“ bezeichnet. Die weiteren Munros der Gruppe sind der 978 m (3.209 ft) hohe Cona’ Mheall, der 977 m (3.205 ft) hohe Meall nan Ceapraichean und der 927 m (3.041 ft) hohe Eididh nan Clach Geala. Unter diesen Gipfeln besitzt das Massiv des Beinn Dearg die eindrucksvollste Gestalt. Seine breite Kuppe überragt die übrigen Gipfel deutlich. Auf seiner Nord- und Ostseite weist er lange und steile Felsabbrüche auf, die im Nordosten vom kurzen Nordostgrat unterbrochen werden, der zum hochgelegenen Bealach an Lochain Uaine führt. Über diesen auf etwa 850 m Höhe liegenden Sattel ist der Beinn Dearg mit dem  östlich liegenden Cona’ Mheall und dem sich nördlich anschließenden Meall nan Ceapraichean verbunden. Nordwestlich erstreckt sich vom Gipfel ein als Diollaid a’ Mhill Bhric bezeichneter Grat über gut 1,5 Kilometer bis zum 765 m (2.510 ft) hohen Vorgipfel Meall Breac und fällt auf seiner Nordseite mit steilen Felswänden in das als Gleann na Sguaib und dann als Coire Mathais Làthail bezeichnete Tal des Lael ab. Auffällig ist ein alter Steinwall aus Trockenmauerwerk, der auch als Famine Wall bekannt ist. Er beginnt am Westende des Meall Breac und erstreckt sich über den kompletten Grat bis zum Gipfel des Beinn Dearg. Von dort führt er über den Nordostgrat in den Bealach an Lochain Uaine. Der Steinwall entstand in den 1840er Jahren als Notstandsarbeit durch Crofter, die von den Landbesitzern im Zuge der Highland Clearances zugunsten der Schafzucht vertrieben und notdürftig mit solchen Arbeiten versorgt wurden. Wahrscheinlich diente der Wall dem Schutz der Schafe vor den steilen Nordabbrüchen. Die Südseite des Diollaid a’ Mhill Bhric fällt moderater ab, etwa in der Mitte des Grats ist – getrennt durch den Sattel Cadha Mhic Iall Donaich – mit dem 874 m (2.867 ft) hohen Iorguill ein weiterer Vorgipfel vorgelagert. Nach Osten fällt der Beinn Dearg mit steilen Felswänden in das tief eingeschnittene Coire Grànda mit dem Loch a’ Choire Ghrànda ab, dessen andere Talseite ist die Südwand des Cona’ Mheall. Der oberhalb des Coire Grànda liegende Südgrat des Beinn Dearg endet im 885 m (2.904 ft) hohen Vorgipfel Creag a’ Choire Grandha. Die West- und Südwestflanken des Beinn Dearg sind verglichen mit der Nord- und Ostseite weniger spektakulär und bestehen überwiegend aus moderater abfallenden Gras- und Heideflächen. 

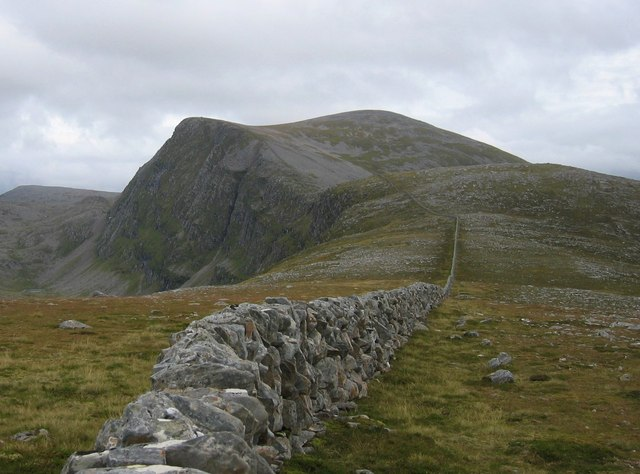
Blick über den Rücken des Diollaid a’ Mhill Bhric mit der Famine Wall zur breiten Gipfelkuppe des Beinn Dearg
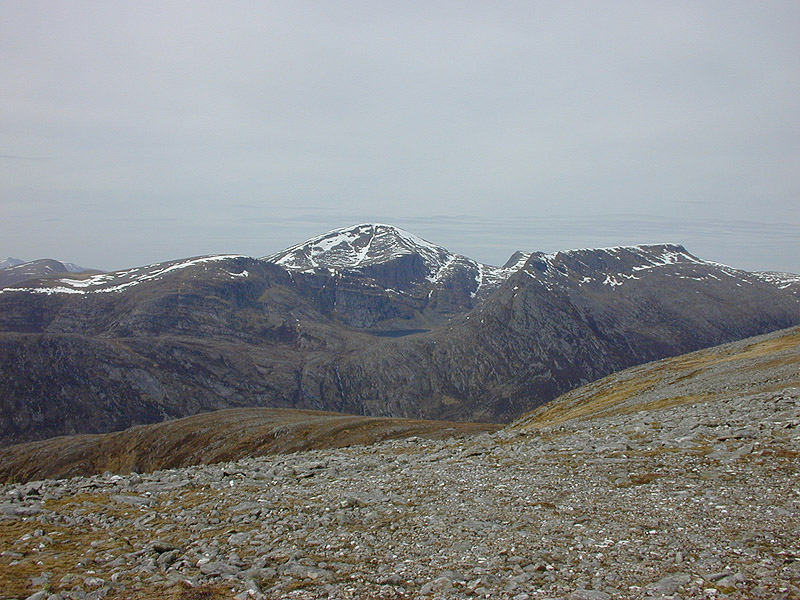
Blick vom Gipfel des Am Faochagach nach Westen zu den „Deargs“, in Bildmitte die breite Kuppe des Beinn Dearg, rechts der Cona’ Mheall
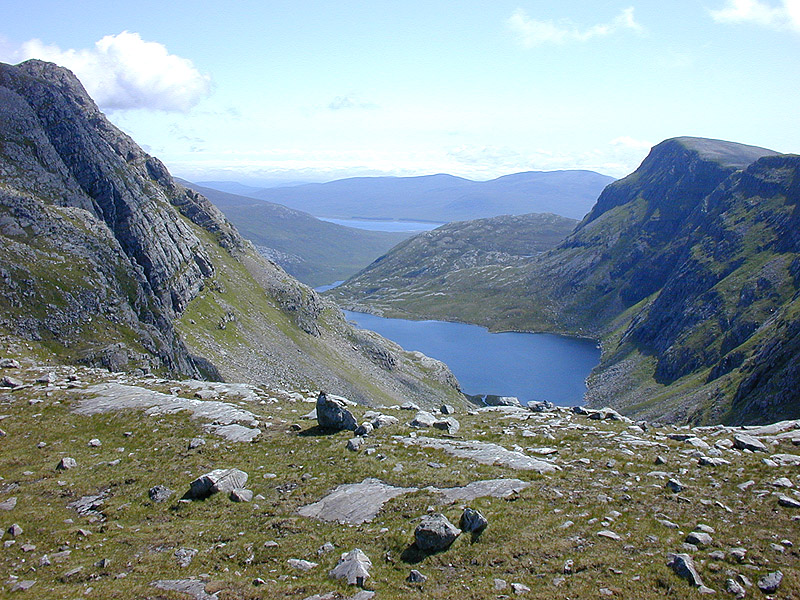
Das Coire Grànda, rechts die Ostwand des Beinn Dearg mit dem Vorgipfel Creag a’ Choire Grandha.
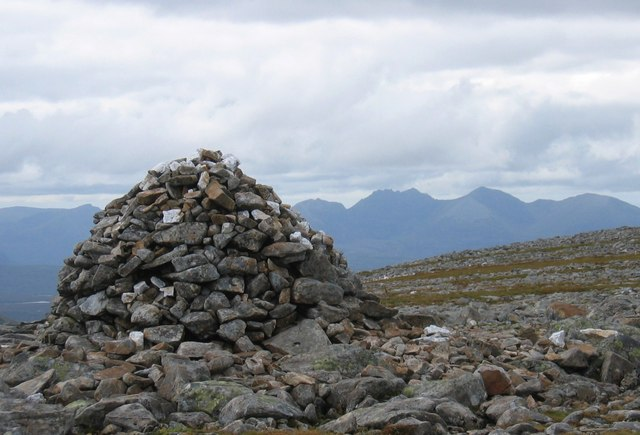
Der Gipfelcairn des Beinn Dearg, im Hintergrund das Massiv des An Teallach

Die „Deargs“ liegen in einer seit den Highland Clearances nicht mehr besiedelten einsamen Bergwelt weitab öffentlicher Straßen und erfordern lange Zustiege. Die meisten Munro-Bagger kombinieren daher eine Besteigung aller vier Munros der Gruppe. Der kürzeste Zugang beginnt an einem Parkplatz an der A835 bei der kleinen Ansiedlung Inverlael am Südende von Loch Broom. Er führt durch das Gleann na Sguaib nach Osten und dann unterhalb der Felsabbrüche des Diollaid a’ Mhill Bhric, zuletzt steil ansteigend durch das Coire Mathais Làthail, bis in den Bealach an Lochain Uaine. Von dort kann der Gipfel über den Nordostgrat erreicht werden. Alternativ ist auch eine Besteigung des Beinn Dearg von Süden oder Südwesten möglich. Diese Richtungen besitzen jedoch deutlich längere Zustiege, der Zustieg über den Südgrat erfordert zudem eine Flussquerung.